# Мексиканска сиеста
„Мексиканска сиеста“ (на английски: Mexicali Shmoes) е американски анимационен филм от 1959 година, епизод от поредицата за Спийди Гонзалес на сериите Шантави рисунки. Създаден е от Фриц Фреленг и е озвучен с гласа на Мел Бланк.

## Сюжет
Две котки със сомбрера на главите, Хосе и Мануел пеят, докато си почиват на „Авенида де Гатос“, преди да бъдат подиграни от Спийди Гонзалес. След като Мануел не успява да хване Спийди, Хосе го уведомява, че това е най-бързата мишка в цяло Мексико и ако искат да го заловят, ще трябва да използват мозъците си, а не краката. Двамата се отправят към дома на Гонзалес в Гуадалахара, където отново се провалят в опита си да го заловят. По време на преследването Хосе удря Мануел по главата с китара. Хосе се опитва да хване Спийди с кукичка и корда, но не успява. Двамата изграждат минно поле, но Мануел взривява пръчка динамит и всичко експлодира. Овъглени, Хосе и Мануел седят на върха на стената, не успели за пореден път да надхитрят Спийди. Мануел се оплаква, че е било по-добре да се насочат към братовчеда на Спийди, Слоупок Родригес, който е най-бавната мишка в Мексико. Убеден в това, Хосе се втурва към дома на Слоупок. Мануел тръгва след него, за да го предупреди за Родригес, но не успява да го настигне. Хосе влиза в къщата, за да хване Слоупок и последният го прострелва. Мануел пристига и казва на Хосе, че е искал да го предупреди, че Слоупок може да е бавен, но е отличен стрелец. Слоупок издухва дима от дулото на пистолета си и се прибира в дупката си, оставяйки овъгления Хосе да се оплаква на Мануел.

## В ролите
Персонажите във филма са озвучени с гласовете на:
- Мел Бланк като Спийди Гонзалес и Хосе
- Том Холанд като Мануел

## Номинации
- Номинация за Оскар за най-добър късометражен анимационен филм от 1960 година.